# Polymastiidae
Ordre
Famille
Les Polymastiidae sont une  famille de spongiaires de l'ordre Polymastiida, la seule de l'ordre Polymastiida.

## Taxonomie
La famille Polymastiidae est décrite en 1867 par John Edward Gray.
Publication originale
- (en) J.E. Gray, « Notes on the Arrangement of Sponges, with the Descriptions of some New Genera », Proceedings of the Zoological Society of London,‎ 1867, p. 492-558 (lire en ligne)

## Liste des genres
Selon World Register of Marine Species (14 mai 2016) :
- genre Acanthopolymastia Kelly-Borges & Bergquist, 1997
- genre Astrotylus Plotkin & Janussen, 2007
- genre Atergia Stephens, 1915
- genre Polymastia Bowerbank, 1862
- genre Proteleia Dendy & Ridley, 1886
- genre Pseudotrachya Hallmann, 1914
- genre Quasillina Norman, 1869
- genre Radiella Schmidt, 1870
- genre Ridleia Dendy, 1888
- genre Sphaerotylus Topsent, 1898
- genre Spinularia Gray, 1867
- genre Tentorium Vosmaer, 1887
- genre Trachyteleia Topsent, 1928
- genre Tylexocladus Topsent, 1898
- genre Weberella Vosmaer, 1885